# Pasecký Žleb
Pasecký Žleb (německy Passekgrund) je malá vesnice, část obce Paseka v okrese Olomouc. Nachází se asi 2 km na severovýchod od Paseky, v jejímž katastrálním území Paseka u Šternberka leží.

## Vodstvo
Paseckým Žlebem protéká horská říčka Teplička. Pod Paseckým Žlebem se nachází Pasecký vodopád.

## Historie
Pasecký Žleb byl původně osadou Mutkova s názvem Paseky, později Pasecký Grunt. Byla zde provozována pila a mlýn a např. k roku 1930 zde žilo celkem 32 obyvatel, z toho 29 národnosti německé. Spolu s Mutkovem se v letech 1961–1992 stal součástí obce Paseka. Poté se Mutkov opět osamostatnil, ale Pasecký Žleb již zůstal součástí Paseky.